# Alfa Sculptoris
Alfa Sculptoris (α Scl) è la stella principale nella costellazione dello Scultore. Ha una magnitudine apparente di 4,3 ed è distante 775 anni luce dal sistema solare. 

## Osservazione
Alfa Sculptoris ha una declinazione di 29°S, il che favorisce gli osservatori posti a latitudini meridionali. Tuttavia, la sua posizione non troppo discosta dall'equatore celeste fa in modo che sia visibile dalla gran parte delle aree abitate della Terra. In particolare essa diventa invisibile solo a partire dal 60°N, escludendo in tal modo l'Alaska, il Canada settentrionale, la Groenlandia, l'Islanda, le regioni scandinave settentrionali, e buona parte della Russia, mentre è circumpolare a sud del 61°S, cioè solo nelle regioni antartiche.
Il periodo più propizio per la sua osservazione nel cielo serale ricade nei mesi compresi fra settembre e gennaio, coincidenti con l'autunno boreale.

## Caratteristiche fisiche
Classificata come una variabile SX Arietis, varia la sua magnitudine tra 4,3 e 4,38, è una gigante blu 5,5 volte più massiccia e 1700 volte più luminosa del Sole.
È classificata come gigante peculiare a causa delle deboli righe di elio presenti nello spettro, che è solo il 45% del normale, per una stella della sua classe. Al contrario sono presenti in abbondanza silicio, titanio e manganese. La causa è la lenta velocità di rotazione, 14 km/s, molto bassa rispetto ad altre stelle di classe B; la cappa esterna della stella rimane inalterata permettendo che alcuni elementi penetrino all'interno mentre altri affiorino fino in superficie.